# Montasch

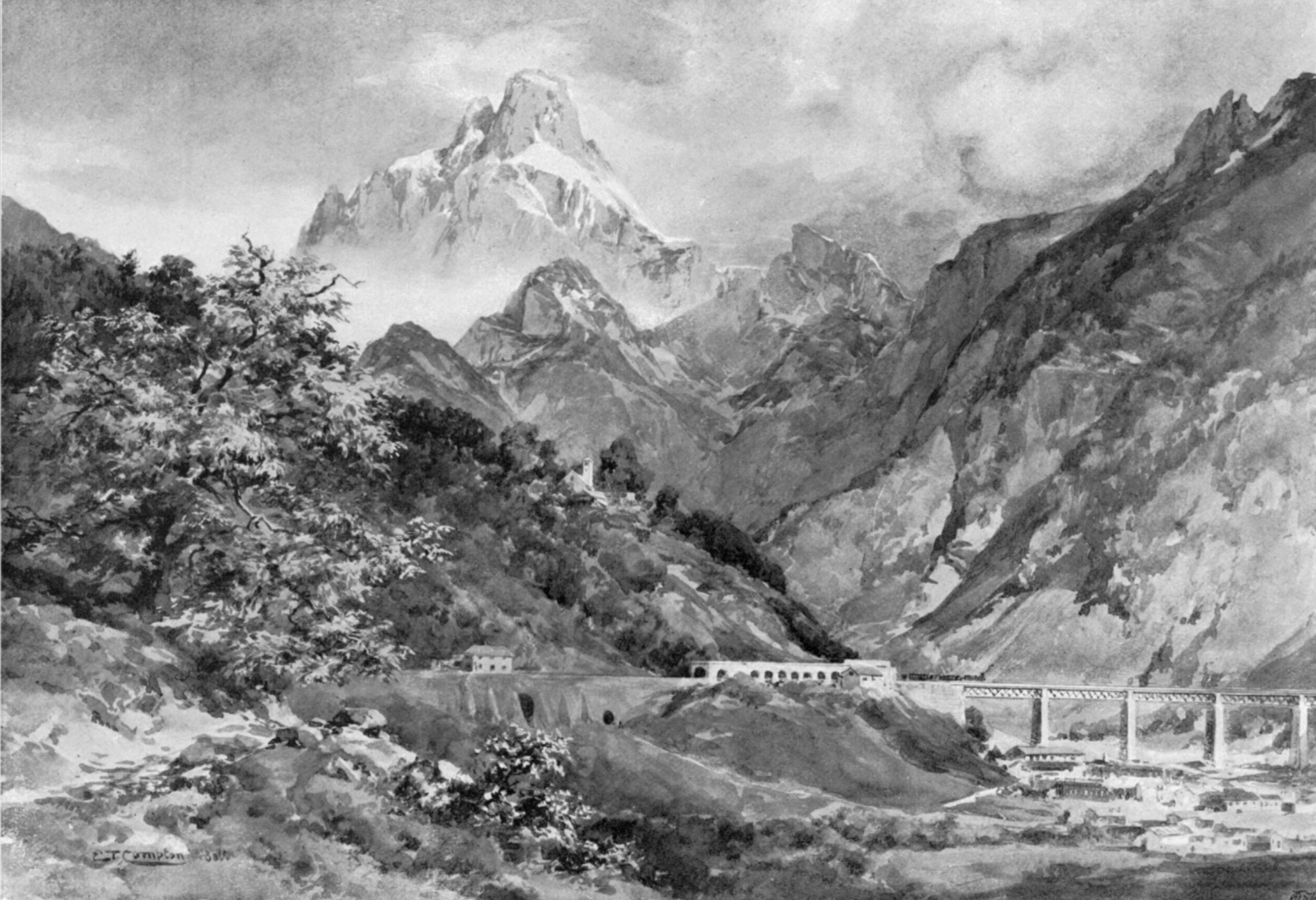
Der Montasch von Dogna aus
Zeichnung von E. T. Compton (1904)

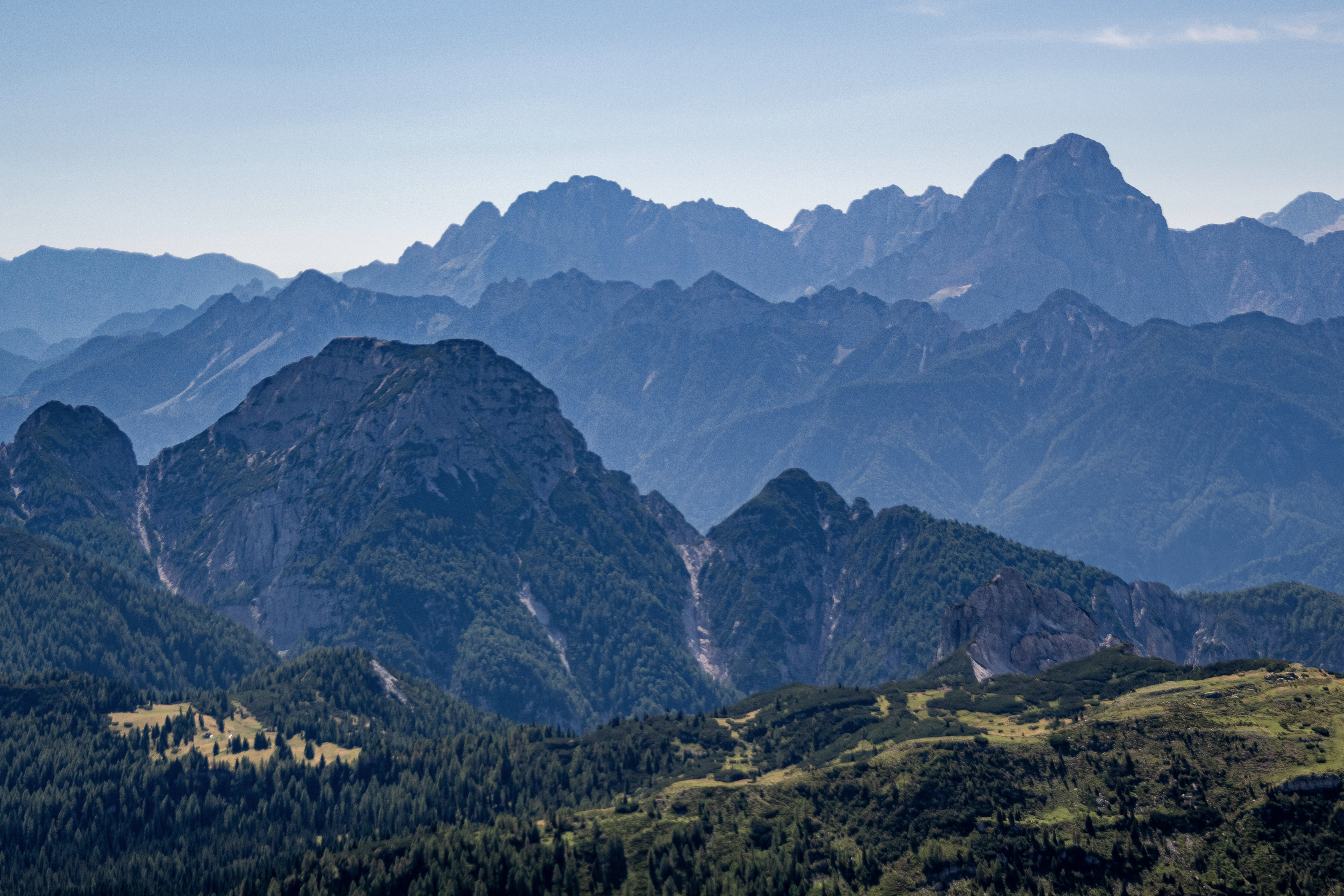
Blick vom Gartnerkofel auf den Montasch (höchste Erhebung)

Der Montasch (veraltet Bramkofel) ist mit einer Höhe von 2754 m der höchste Gipfel der nach ihm benannten Gebirgsgruppe. Die Montaschgruppe ist eine über 20 km lange, in Ost-West-Richtung verlaufende gewaltige Felsbarriere im italienischen Teil der westlichen Julischen Alpen.
Die Westwand des Montasch ist nicht, wie in der Literatur vielfach zitiert, höher als die Ostwand des Watzmanns. Sie beginnt in der Clapadorieschlucht auf etwa 1400 m und erreicht somit bis zum Gipfel eine Höhe von etwa 1350 m. Die im Alpenvereinsführer Julische Alpen angegebenen 1900 m beziehen sich auf den zu überwindenden Höhenunterschied der dort beschriebenen Route, die jedoch bereits im Talgrund weit abseits der Wand beginnt.
Die Montaschgruppe besteht aus drei Gebirgsketten, die im Gipfel des Montasch aneinandertreffen.
- Die kürzeste Kette zieht vom Bramkofel (Montasch) nach Norden über den Karnitzenturm (Torre di Carnizza, 2033 m) zum Köpfach (Jof di Somdogna, 1861 m) über den Somdognasattel (1405 m) zum Mittagskofel (2089 m).
- Die zweite Kette beginnt in der Forca dei Disteis (2241 m) und zieht nach Westen. Ihre Gipfel sind der Monte Zabu (2244 m), der Monte Cimone del Montasio (2380 m) und die Cima Valisetta (2186 m). Diese Kette endet im Westen mit dem Monte Pecol (1515 m) und dem Monte Jovet (1814 m), zwei Gipfeln unmittelbar über dem Fellatal. Dieser Cimonezug ist eine von wilden Schluchten zerrissene Felsbastion. Ihre wilden Nordwände stürzen in das Dognatal, ihre Steilflanken im Süden in das Raccolanatal.
- Die dritte Kette zweigt vom Bramkofel (Montasch) in südöstlicher Richtung ab. Ihre Gipfel vom Wischberg (Vert Montasch, Jôf Fuart) (2661 m) bis zur Weissenbacher Spitze (Cregnedul) (2351 m) bilden eine mächtige, vor allem nach Norden mit unbezwingbar scheinenden Wänden in die Seisera abstürzende Mauer. Dieser Kette sind im Süden die weiten Almwiesen von Pecol (1517 m) vorgelagert.

Die Erstbesteigung erfolgte 1877 durch Hermann Findenegg und Antonio Brussoferro. Im Gebirgskrieg des Ersten Weltkriegs verlief durch die Montaschgruppe vom Köpfach bis zum Cregnedul und über den Neveapass die österreichisch-italienische Front. Obwohl der Montasch mit seinen senkrechten Nordwänden für die Österreicher unangreifbar war, hatten die Alpini auf den Gipfeln und Scharten Stellungen ausgebaut, die sie auch im Winter besetzt hielten.